# Lega dei Comunisti del Montenegro
La Lega dei Comunisti del Montenegro (in serbo-croato: Савез комуниста Црне Горе, SKCG) è stato un partito politico montenegrino, organizzazione interna alla Lega dei Comunisti di Jugoslavia operante nella Repubblica Socialista di Montenegro.

## Storia
Il partito venne fondato a Cettigne tra il 4 e il 7 ottobre del 1948, quando si tenne la Nona Conferenza Provinciale del KPJ in Montenegro, divenuta il Primo Congresso fondativo del Partito Comunista del Montenegro al quale parteciparono 264 delegati. Per decisione del Sesto Congresso del KPJ nel novembre 1952, il partito venne successivamente ribattezzato Lega dei Comunisti del Montenegro.
L'arrivo di Slobodan Milošević alla presidenza della Lega dei Comunisti di Serbia e della Serbia nel 1989 portò alla cosiddetta Rivoluzione Antiburocratica, che eliminò l'opposizione all'interno del SKCG e impose una nuova classe dirigente fedele al presidente serbo, guidata da Momir Bulatović, Milo Đukanović e Svetozar Marović.
Fu l'unico partito comunista regionale a presentarsi come tale alle prime elezioni nel 1990, prevalendo col 56,2% dei voti.
Il 22 giugno 1991, dopo lo scioglimento della Lega dei Comunisti di Jugoslavia, fu l'ultimo di tutti i partiti comunisti jugoslavi a riformarsi nel Partito Democratico dei Socialisti del Montenegro (DPS).

## Capi del Partito
- Segretari del Comitato regionale del PCJ per il Montenegro e le Bocche di Cattaro
  - Blažo Jovanović (maggio 1943-ottobre 1948)
- Segretari del Comitato Centrale del SKCG
  - Blažo Jovanović (7 ottobre 1948-29 giugno 1963)
  - Đorđije Pajković (29 giugno 1963-14 dicembre 1968)
  - Veselin Đuranović (14 dicembre 1968-21 marzo 1977)
  - Vojo Srzentić (21 marzo 1977-1º luglio 1982)
- Presidenti della Presidenza del Comitato Centrale del SKCG
  - Dobroslav Ćulafić (1º luglio 1982-maggio 1984)
  - Vidoje Žarković (maggio 1984-30 luglio 1984)
  - Marko Orlandić (30 luglio 1984-maggio 1986)
  - Miljan Radović (maggio 1986-11 gennaio 1989)
  - Veselin Vukotić (ad interim; 11 gennaio 1989-26 aprile 1989)
  - Milica Pejanović-Đurišić (26 aprile 1989-28 aprile 1989)
  - Momir Bulatović (28 aprile 1989-4 febbraio 1990)